# Eclipse lunar de marzo de 2025
| Eclipse lunar total 14 de marzo de 2025                             | Eclipse lunar total 14 de marzo de 2025 |
| ------------------------------------------------------------------- | --------------------------------------- |
| Previo                                                              | Eclipse \| Eclipse total \| Saros       |
| Posterior                                                           | Eclipse \| Eclipse total \| Saros       |
| Eclipse lunar en Mar del Plata, Argentina, 7:20 UTC.                |                                         |
| El movimiento horario de la Luna se muestra de derecha a izquierda. |                                         |
| Gamma                                                               | 0.3485                                  |
| Magnitud                                                            | 1.1804                                  |
| Saros                                                               | 123 (53 de 72)                          |
| Duración (h:min:s)                                                  |                                         |
| Penumbra                                                            | 06:03:22.4                              |
| Parcial                                                             | 03:38:55.8                              |
| Total                                                               | 01:06:03.9                              |
| Contactos                                                           |                                         |
| P1                                                                  | 03:57:09.4 UTC                          |
| U1                                                                  | 05:09:22.6 UTC                          |
| U2                                                                  | 06:25:57.5 UTC                          |
| Máximo                                                              | 06:58:44.5 UTC                          |
| U3                                                                  | 07:32:01.5 UTC                          |
| U4                                                                  | 08:48:18.5 UTC                          |
| P4                                                                  | 10:00:31.9 UTC                          |

El viernes 14 de marzo de 2025, se produjo un eclipse lunar total en el nodo descendente de la órbita de la Luna, con una magnitud umbral de 1,1804. Un eclipse lunar se produce cuando la Luna se mueve hacia la sombra de la Tierra, lo que hace que la Luna se oscurezca. Un eclipse lunar total se produce cuando la Luna pasa por completo hacia la sombra umbral de la Tierra. A diferencia de un eclipse solar, que solo puede verse desde una zona relativamente pequeña del planeta, un eclipse lunar puede verse desde cualquier parte del lado nocturno de la Tierra. Un eclipse lunar total puede durar hasta casi dos horas, mientras que un eclipse solar total dura solo unos minutos en un lugar determinado, porque la sombra de la Luna es más pequeña. En este eclipse lunar, que tuvo lugar unos 3,3 días antes del apogeo (el 17 de marzo de 2025 a las 12:35 UTC), el tamaño aparente de la Luna se vio más pequeño.
El eclipse fue visto desde la superficie lunar por el módulo de aterrizaje Blue Ghost Mission 1 de Firefly Aerospace, que capturó imágenes del anillo de luz que rodea la Tierra al pasar el Sol por detrás y del resplandor rojo sobre la superficie lunar.

## Visibilidad
El eclipse fue completamente visible en América del Norte y América del Sur, se vio salir sobre Australia y el noreste de Asia y ponerse sobre África y Europa.

Mapa de visibilidad.
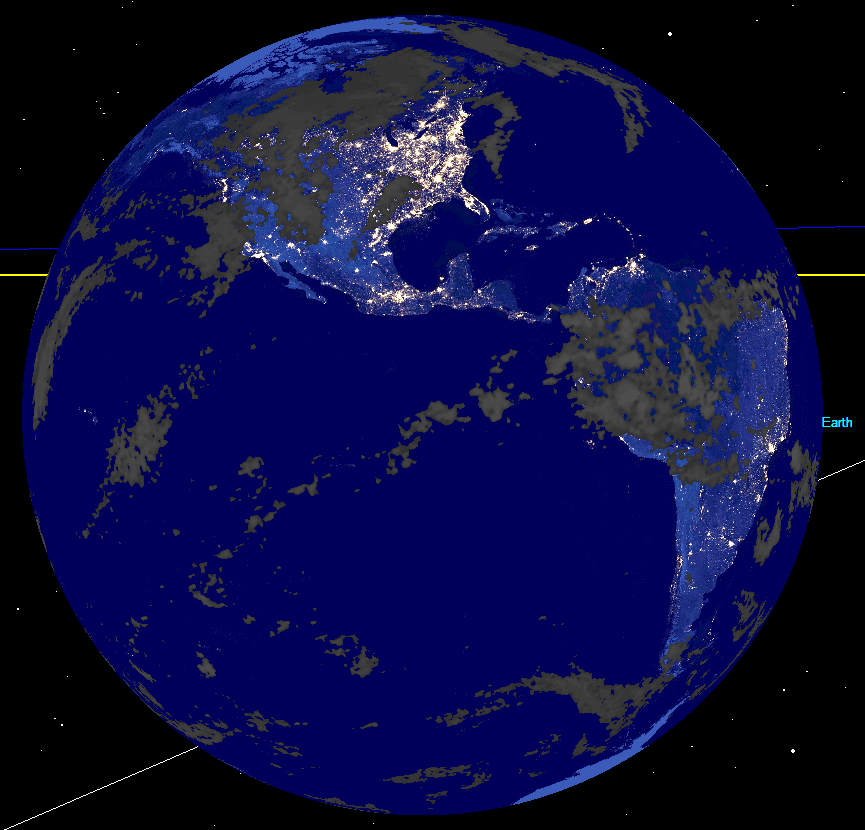
Simulación de la Tierra vista desde la luna al momento máximo del eclipse con nubes reales (infrarrojo)

## Detalles del eclipse
A continuación se muestra una tabla con detalles sobre este eclipse solar en particular. Describe varios parámetros relacionados con este eclipse.
| Parámetro                                 | Valor         |
| ----------------------------------------- | ------------- |
| Magnitud penumbral                        | 2.26146       |
| Magnitud umbral                           | 1.18038       |
| Gamma                                     | 0.34846       |
| Ascensión recta del Sol                   | 23h 37m 46.0s |
| Declinación del Sol                       | -02°24'16.8"  |
| Semidiámetro del Sol                      | 16'05.2"      |
| Paralaje horizontal ecuatorial del Sol    | 08.8"         |
| Ascensión recta de la Luna                | 11h 38m 23.0s |
| Declinación de la Luna                    | +02°40'54.6"  |
| Semidiámetro de la Luna                   | 14'52.8"      |
| Paralaje horizontal ecuatorial de la Luna | 0°54'36.8"    |
| ΔT                                        | 71.7 s        |

## Galería

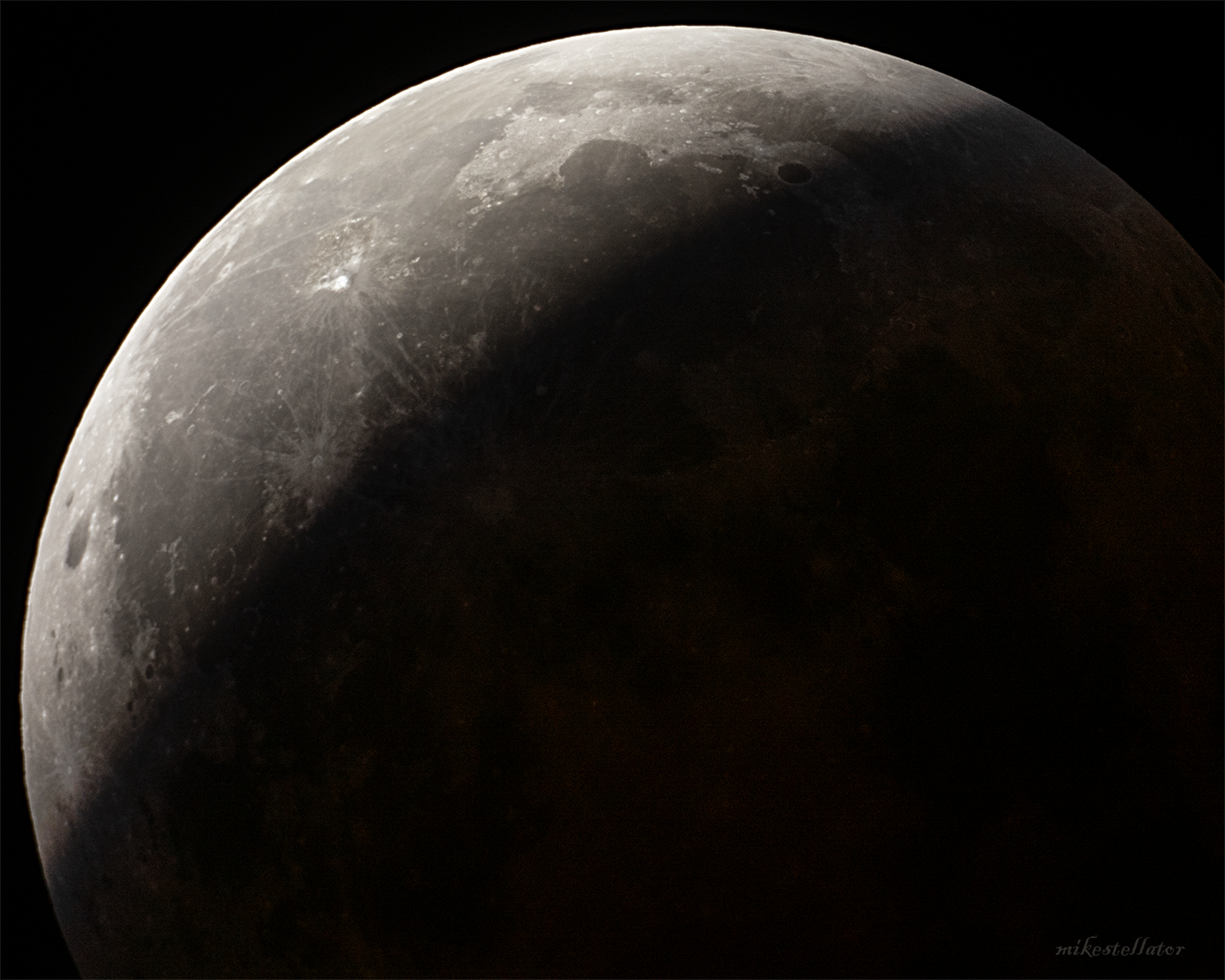
Sombra de la Tierra sobre la superficie lunar, después de la totalidad. Ciudad de México, México.

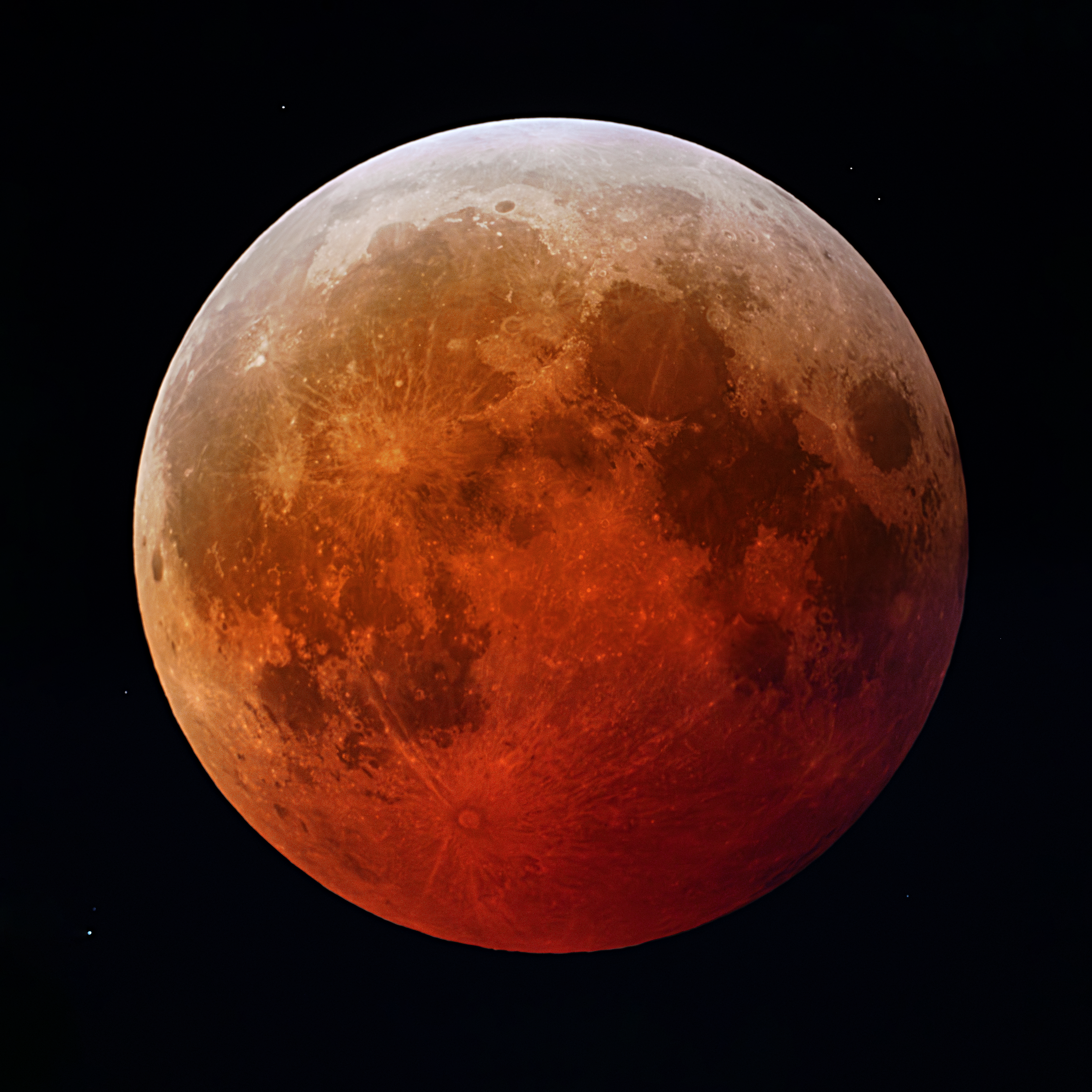
Totalidad. Ciudad de México, México.

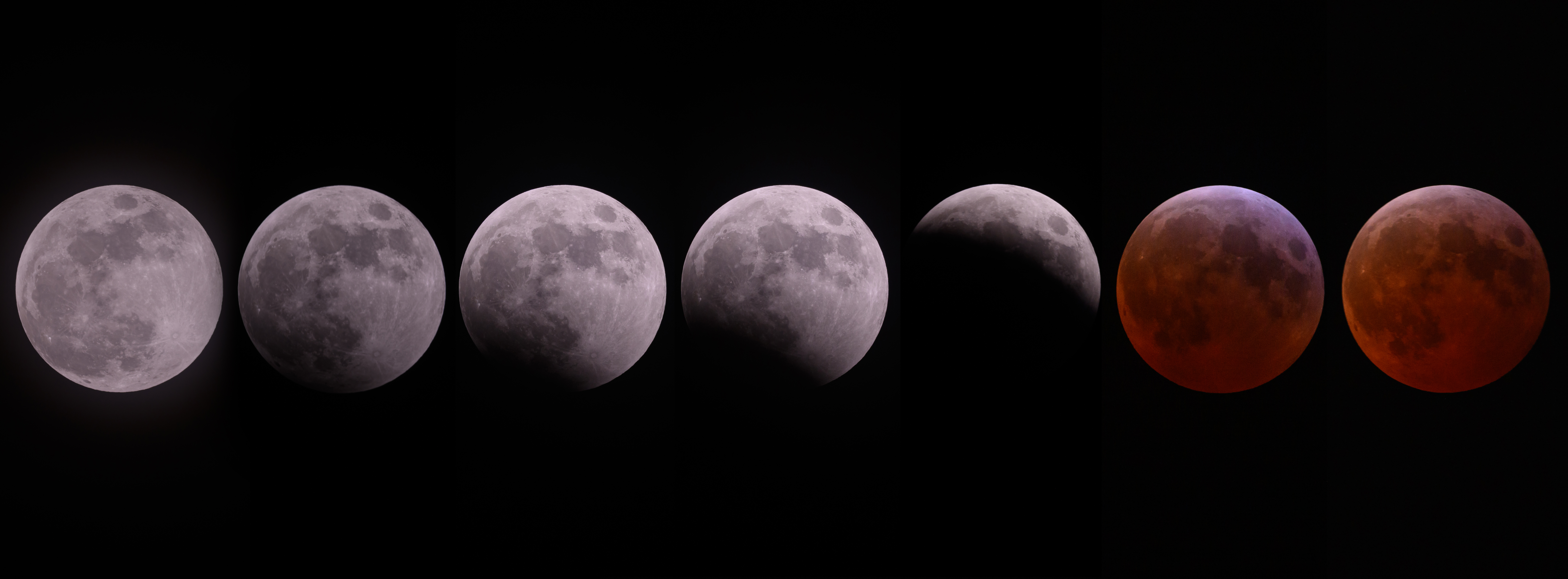
Fotomontaje timelapse del eclipse desde Nueva Orleans.

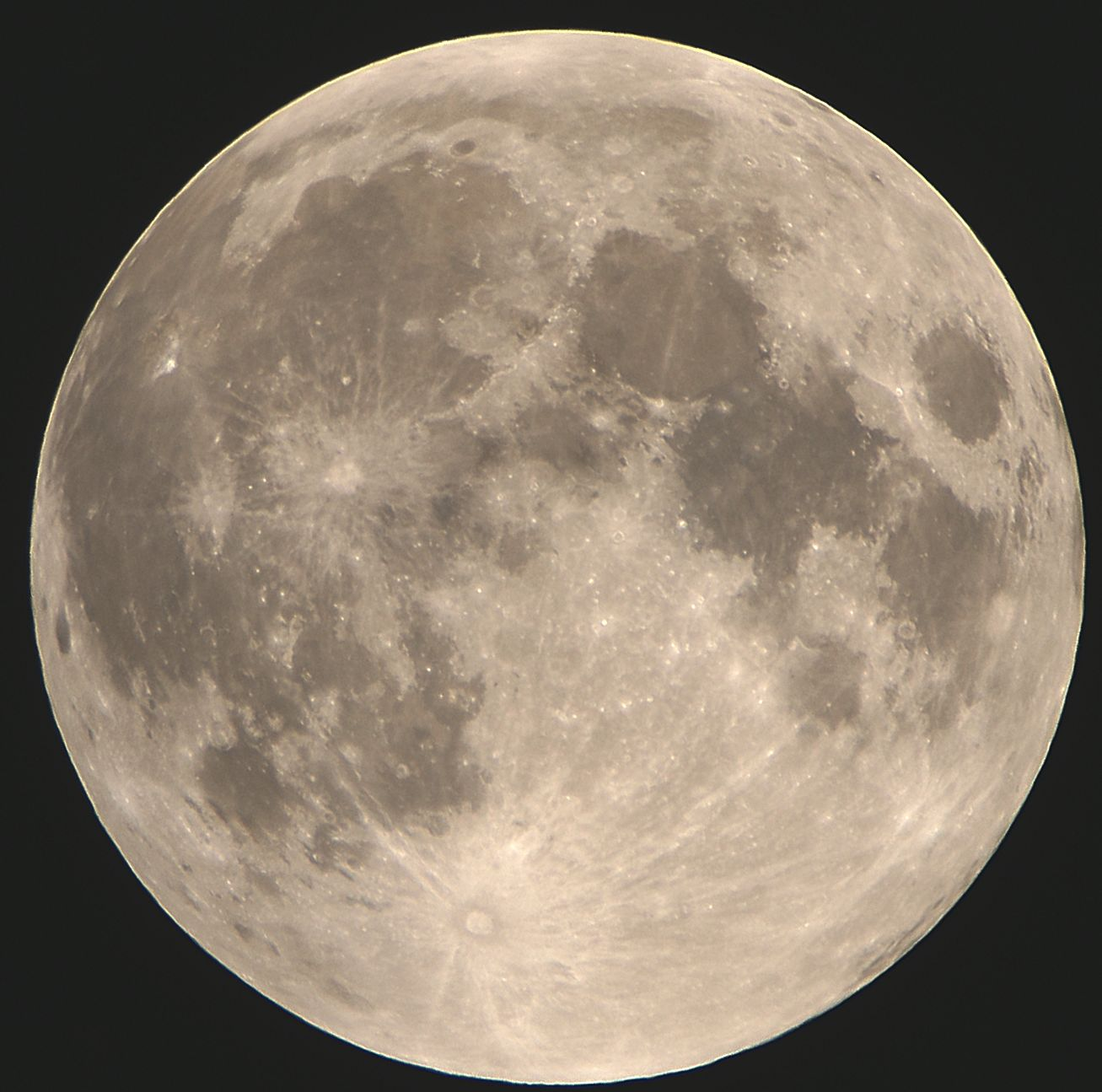
Mineápolis, Minnesota, EE.UU., 04:18 UTC.
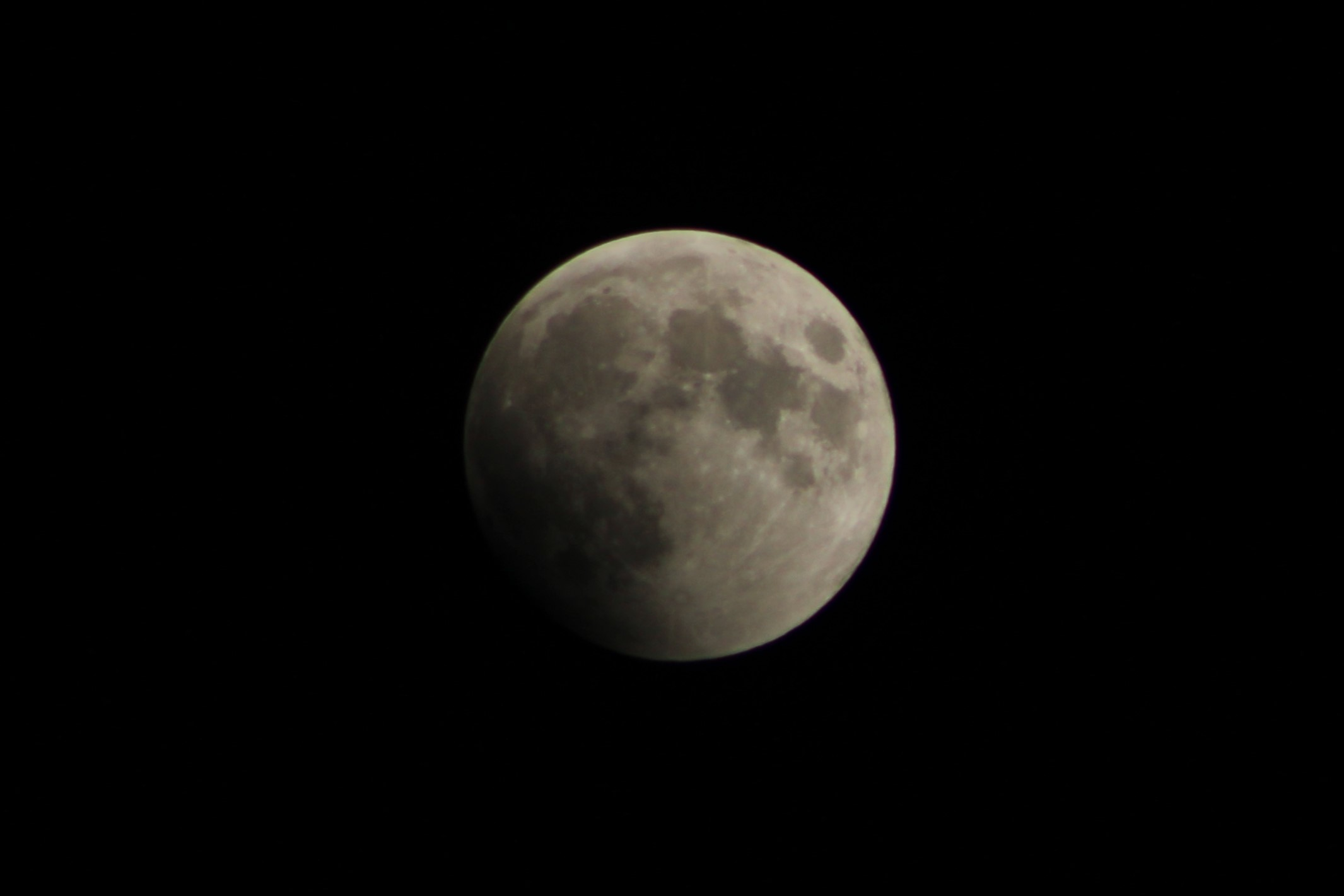
Nueva Jersey, EE.UU., 05:07 UTC.
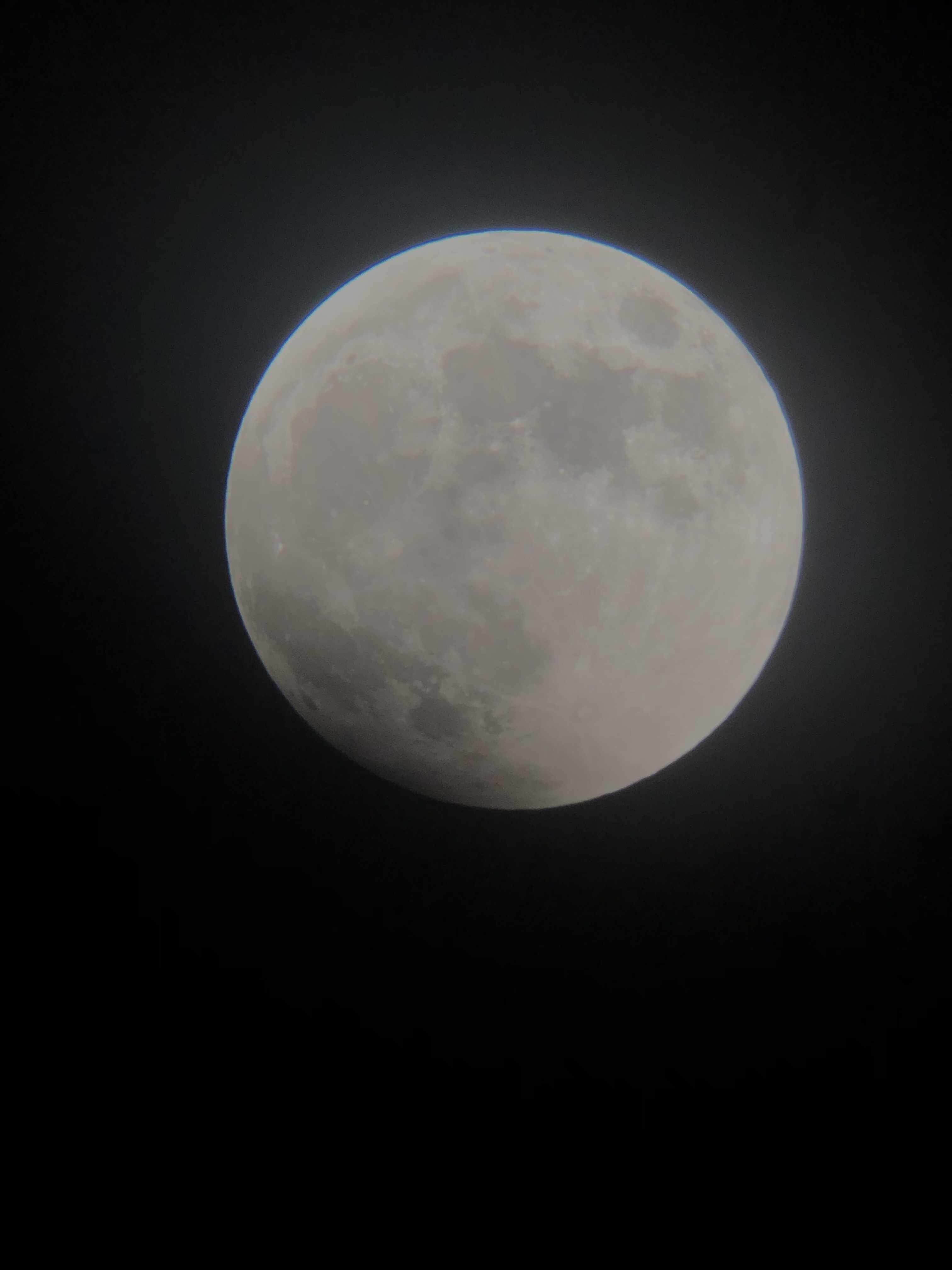
Halifax, Canadá, 05:08 UTC.
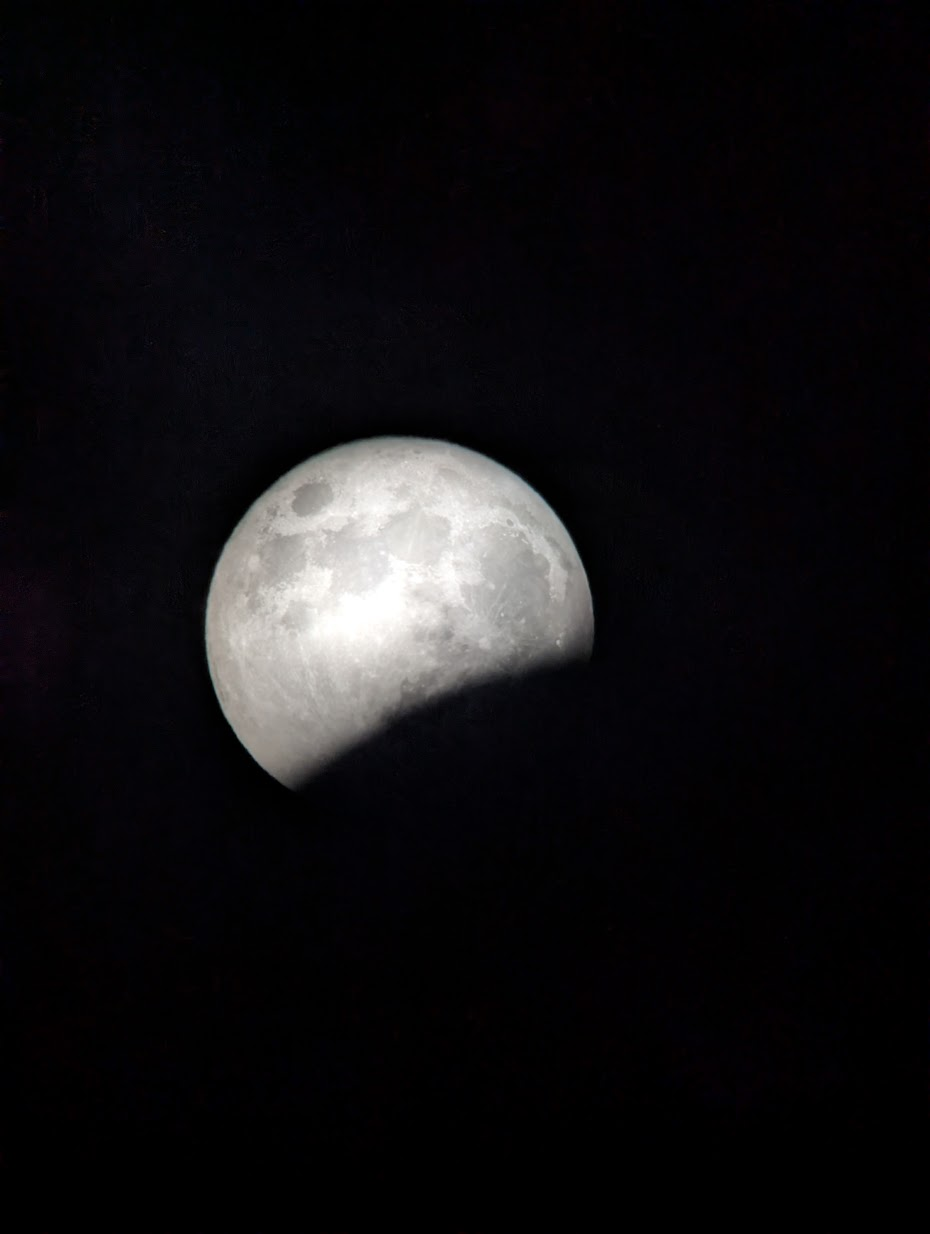
Washington, EE. UU., 05:29 UTC.
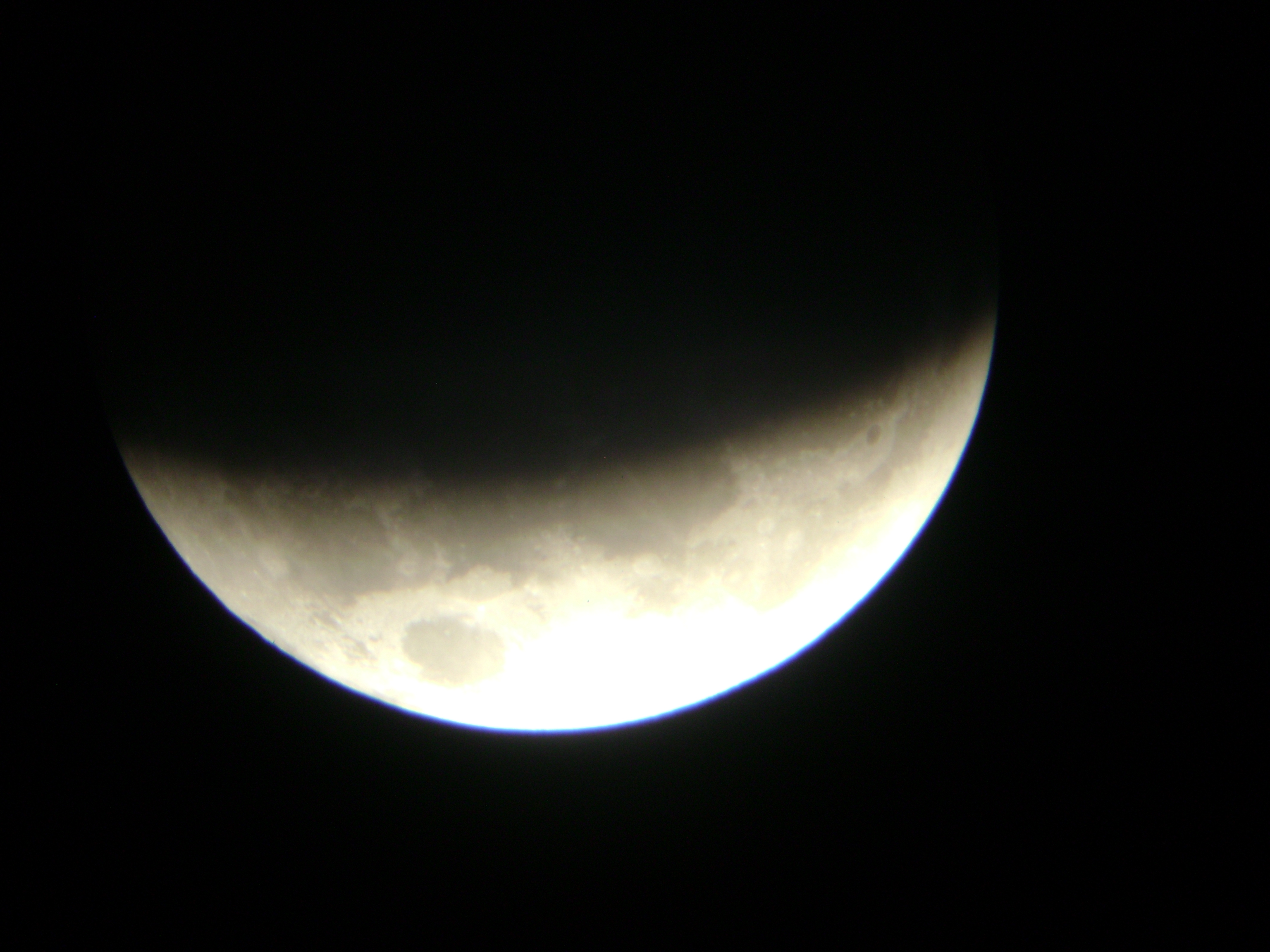
Argentina, 05:59 UTC.
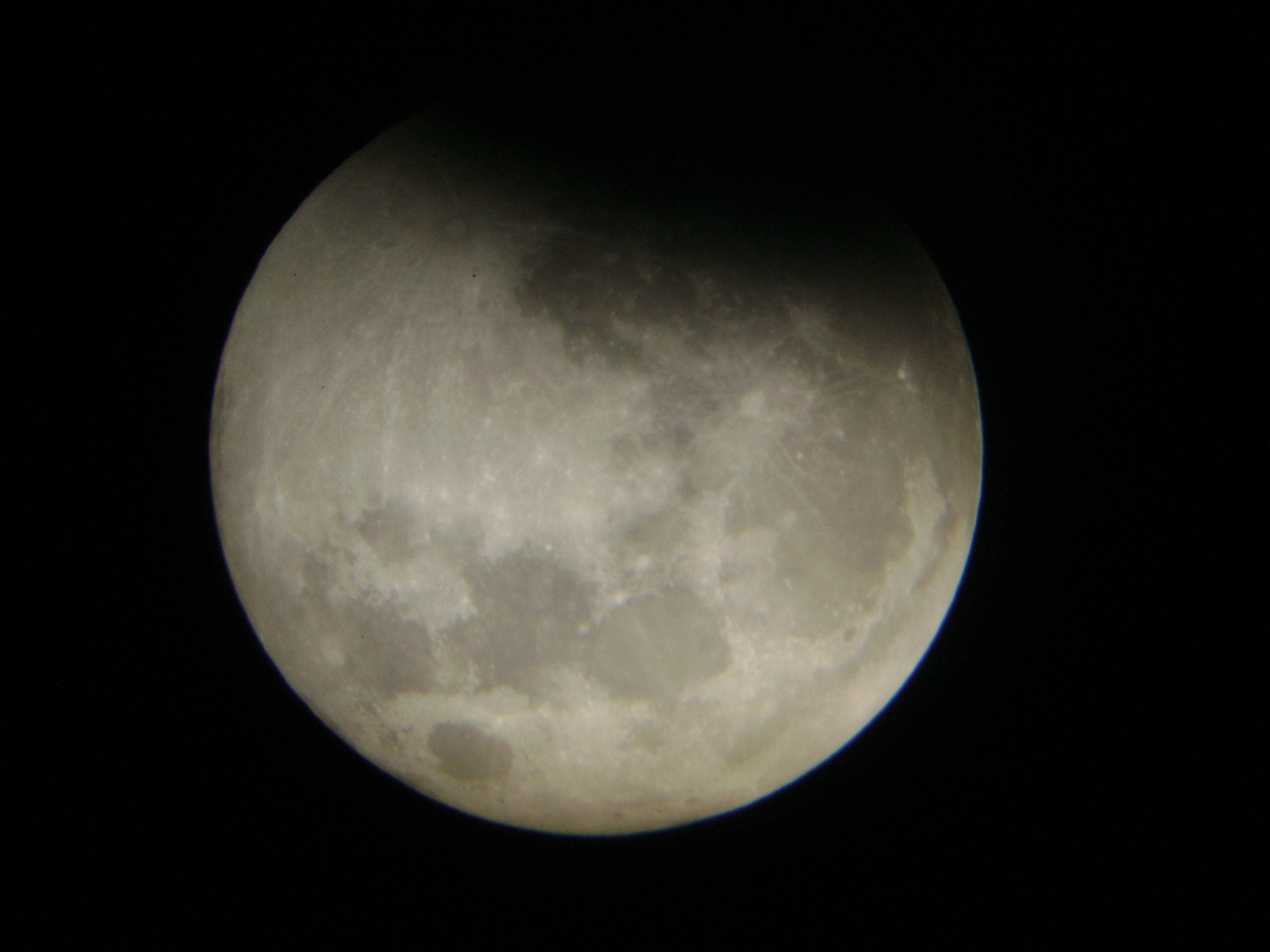
Argentina, 5:18 UTC.
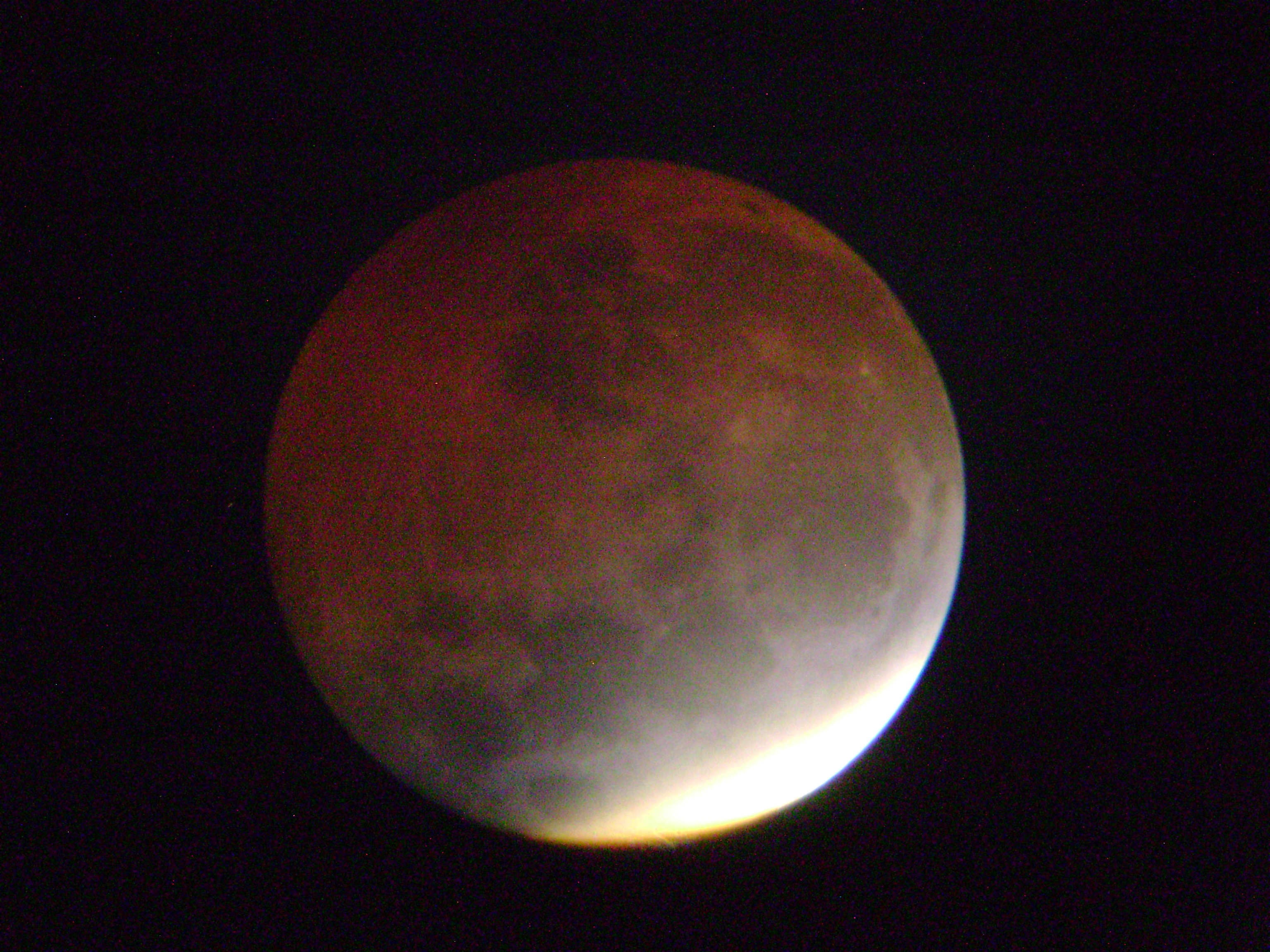
Argentina, 6:18 UTC.
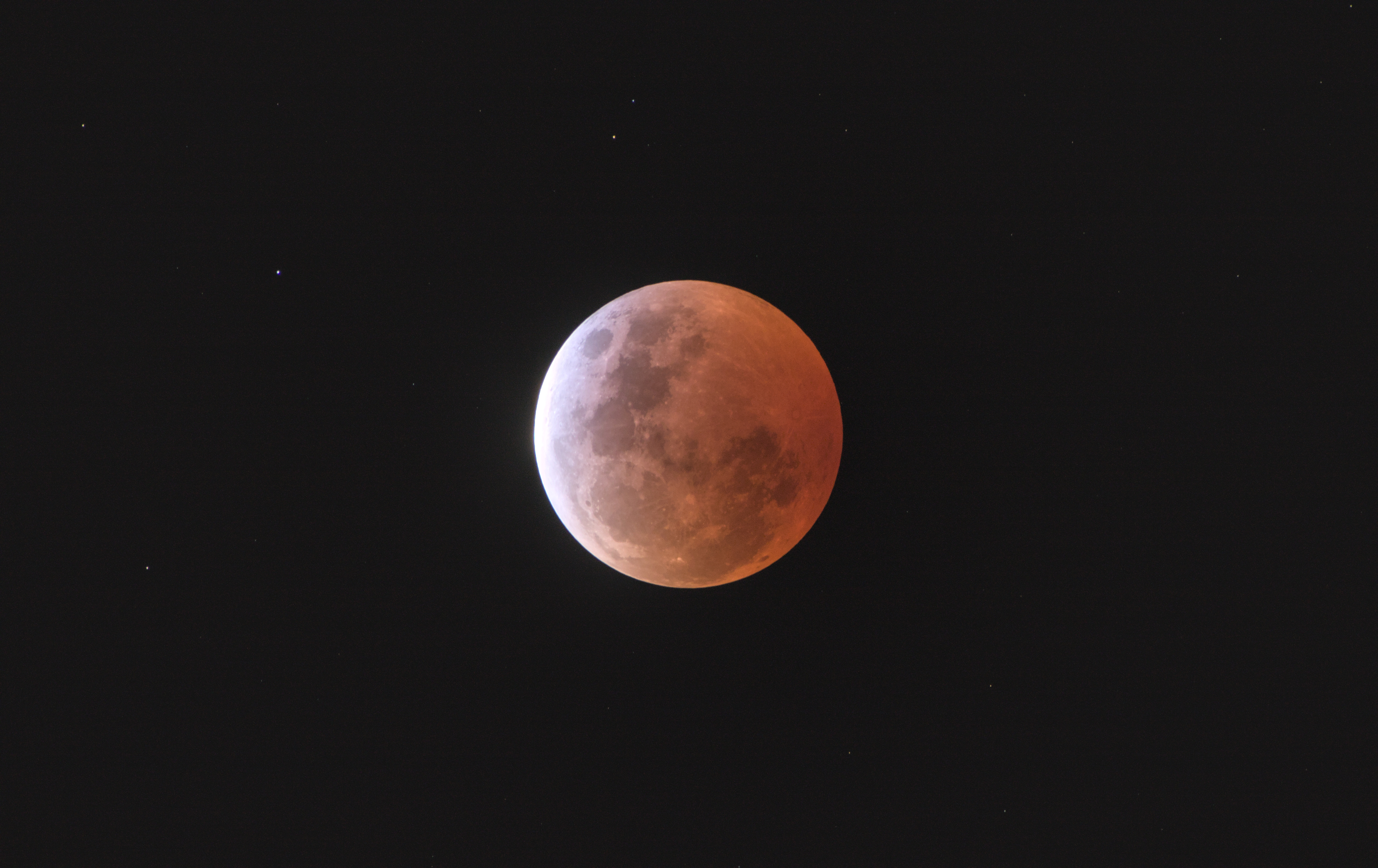
Troy, Ohio, EE.UU., 06:24 UTC.
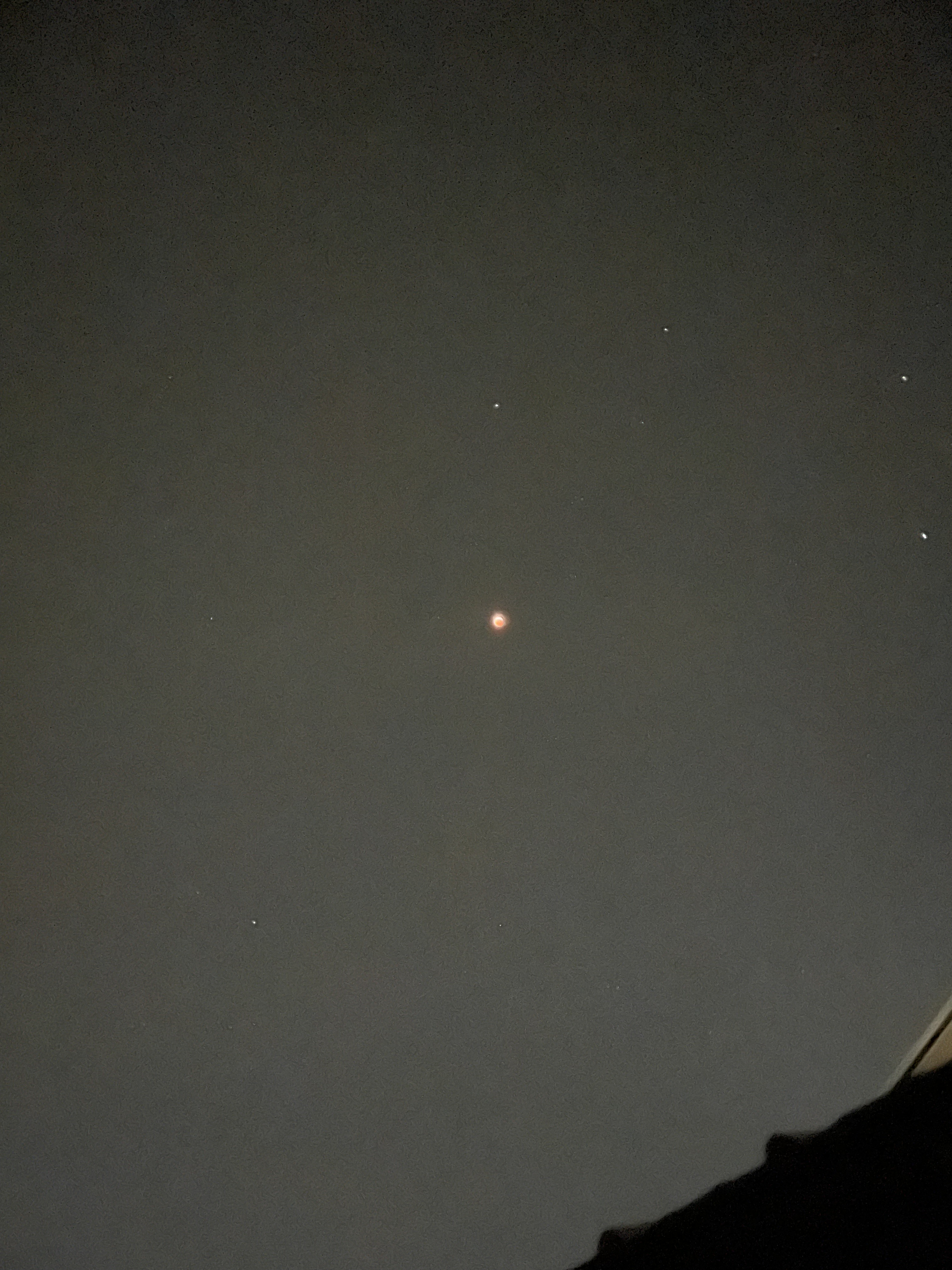
Union, Misisippi, EE.UU., 06:58 UTC.
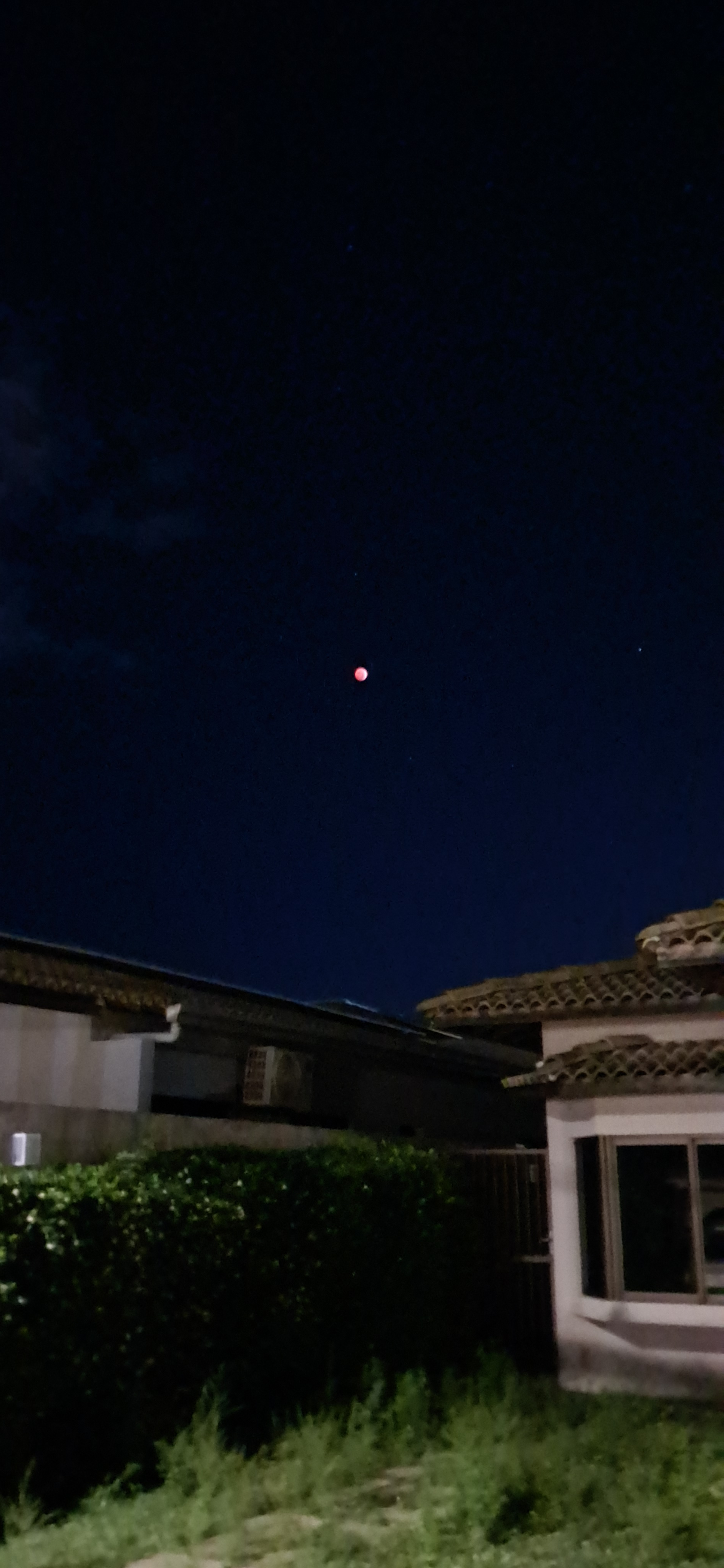
Aracaju, Brasil, 06:59 UTC.
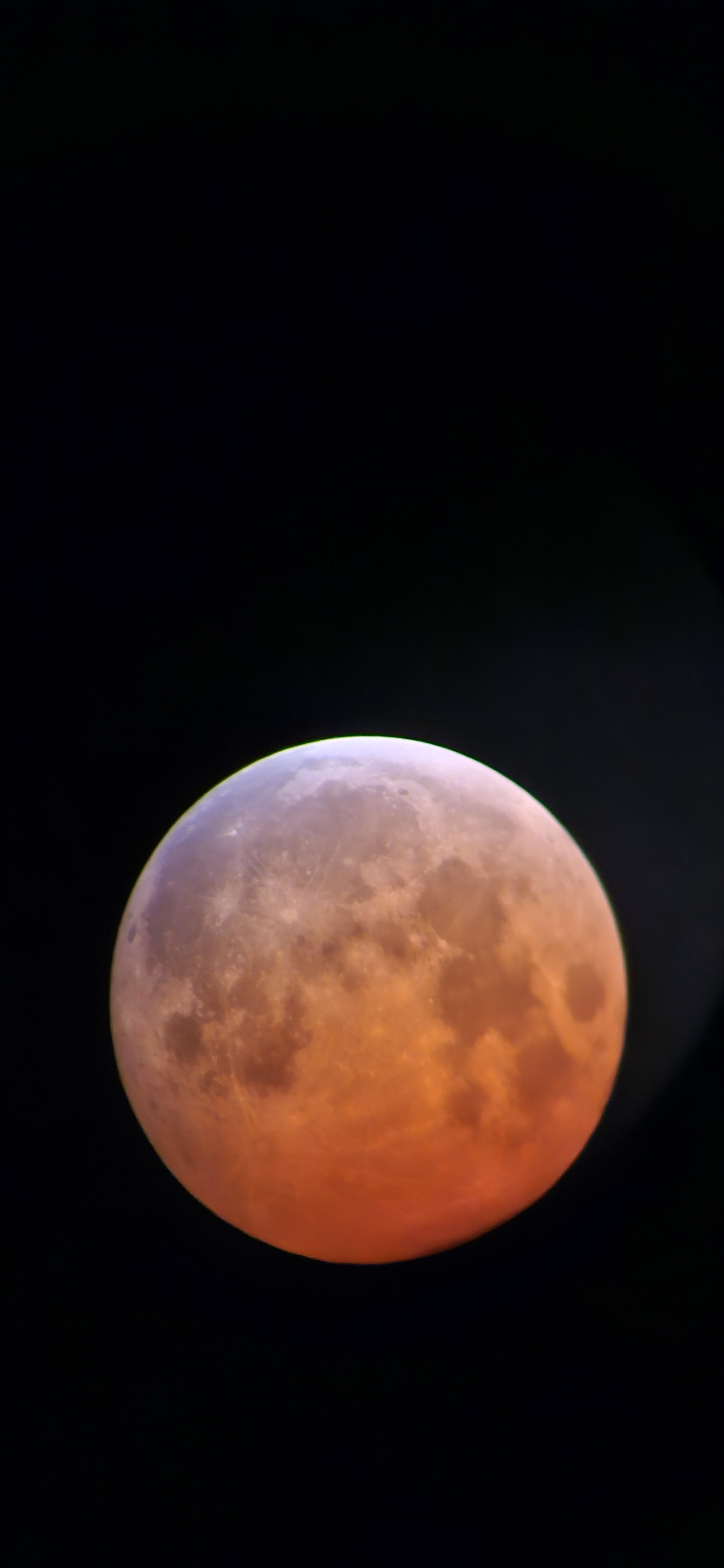
Miamisburg, Ohio, EE.UU., 07:00 UTC.
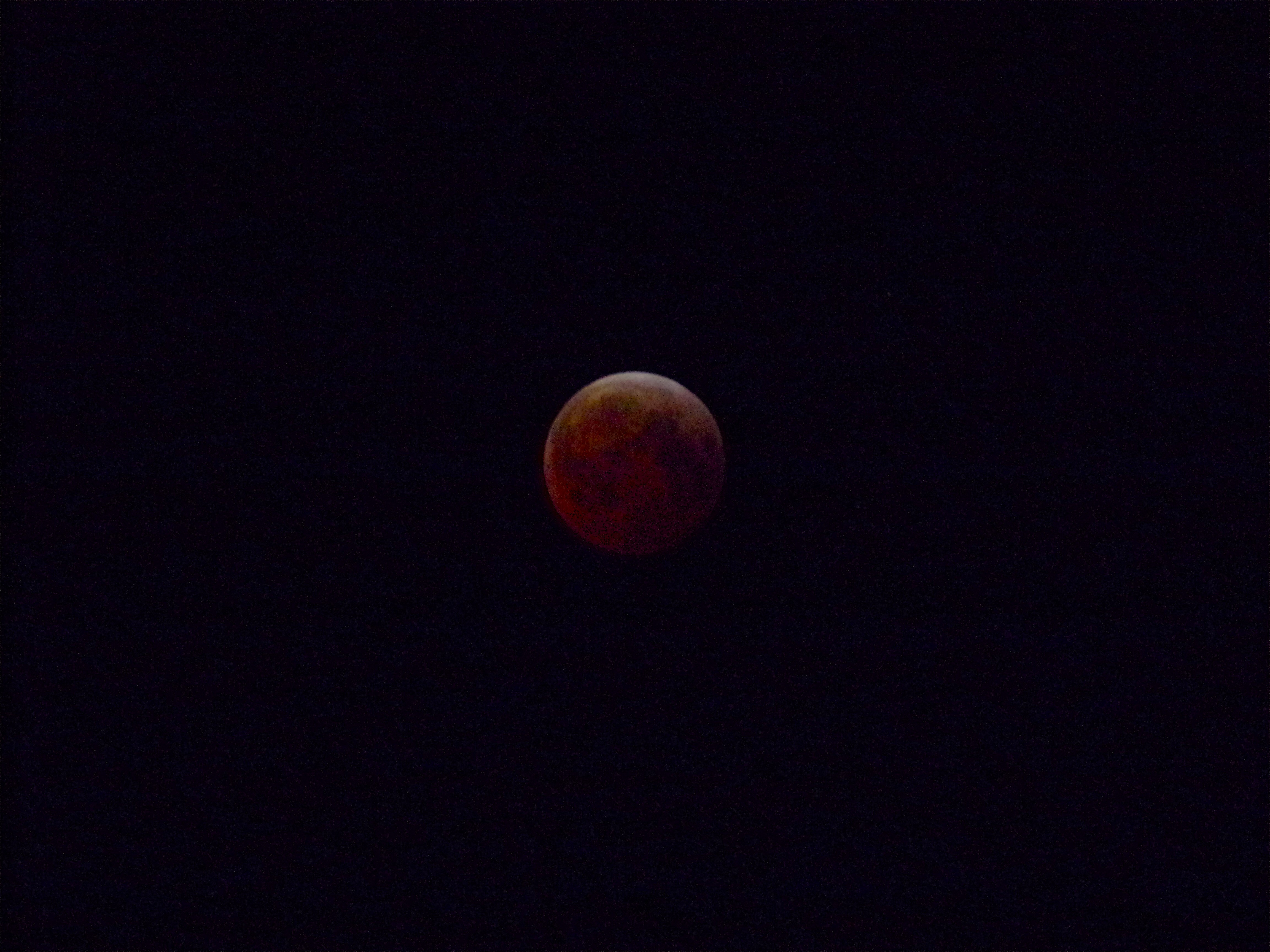
Condado de Newberry, Carolina del Sur, EE.UU., 07:02 UTC.
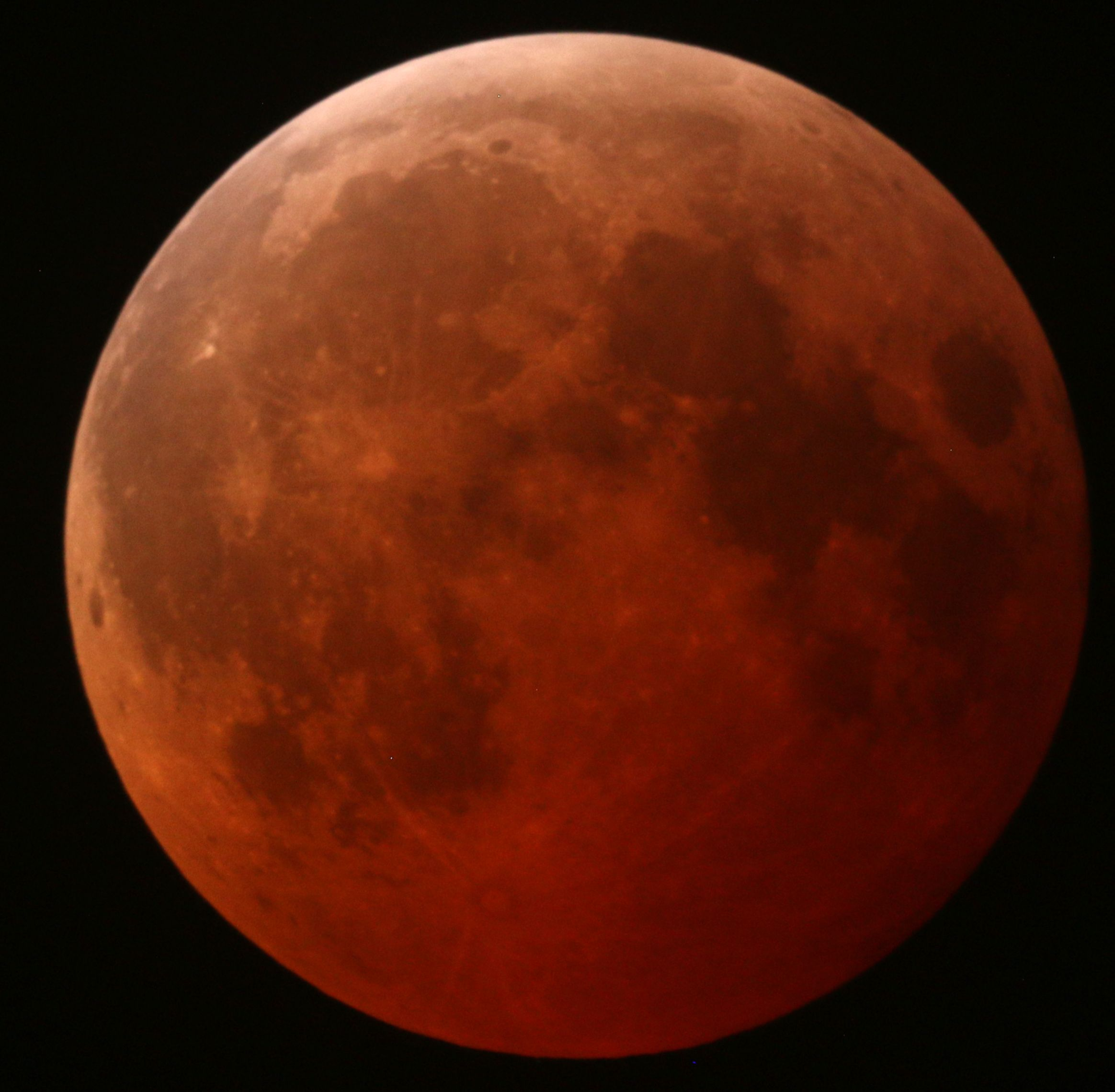
Mineápolis, Minnesota, EE.UU., 07:18 UTC
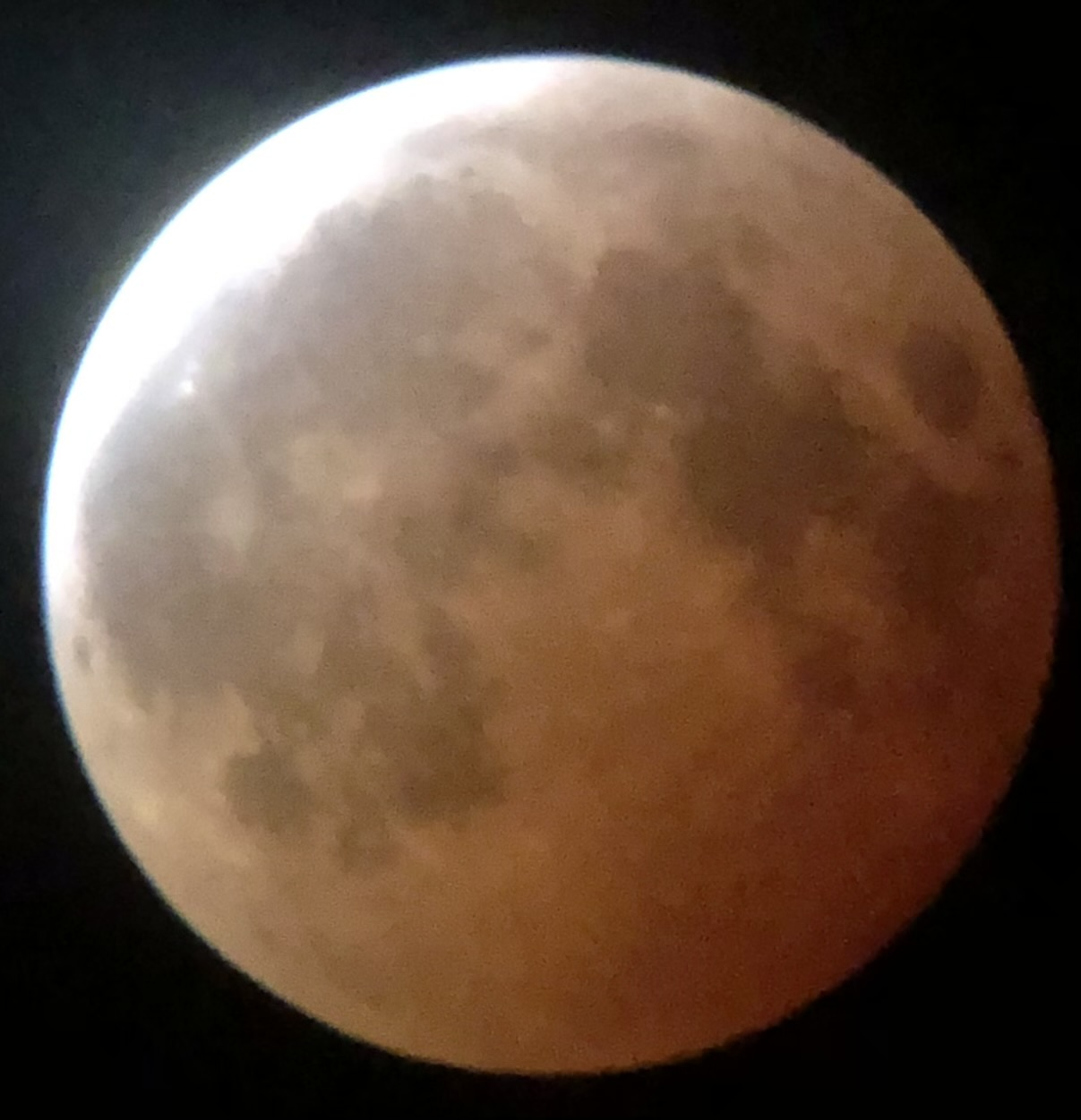
Halifax, Canadá, 07:35 UTC.
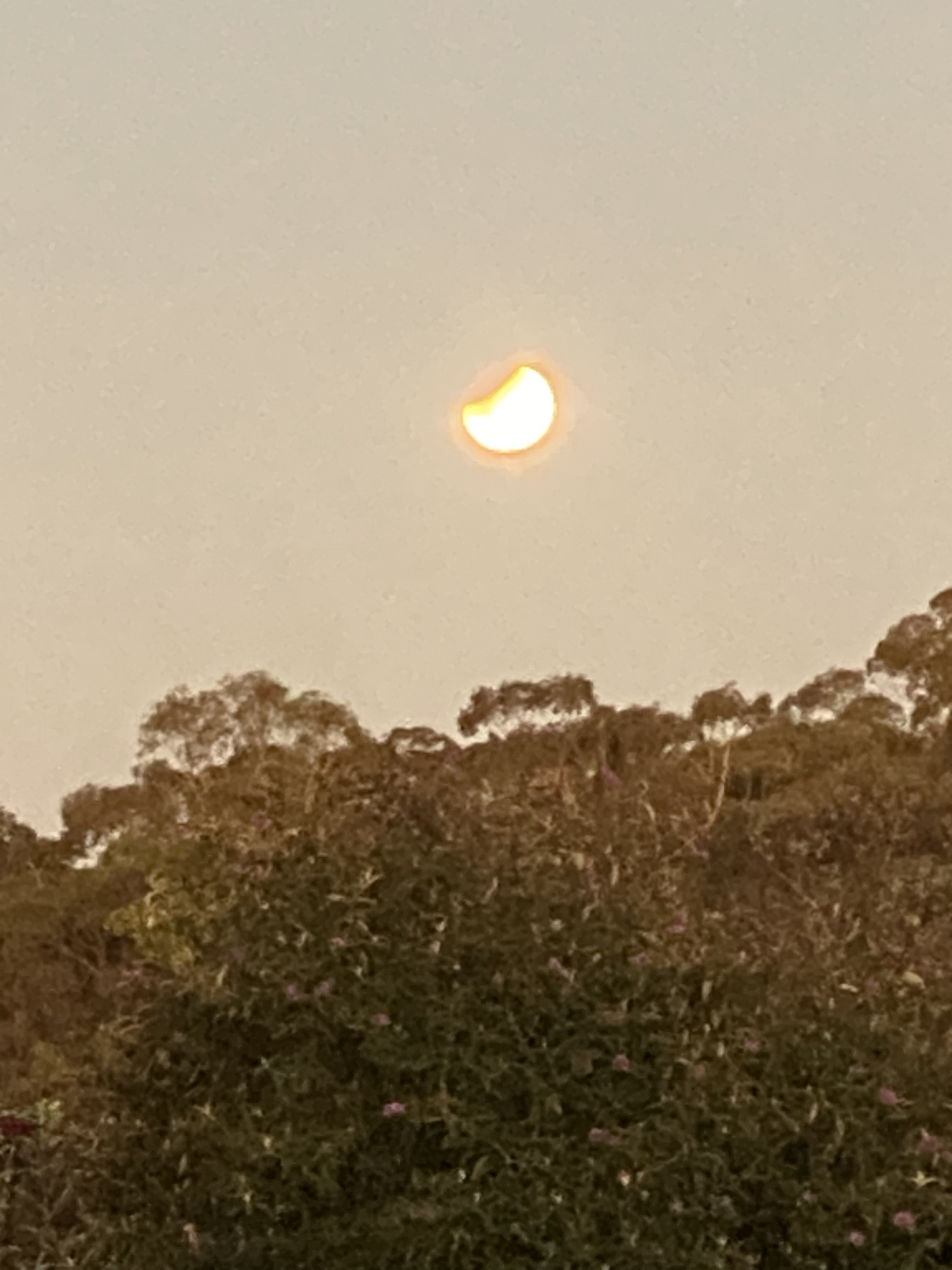
Brisbane, Australia,  08:30 UTC.
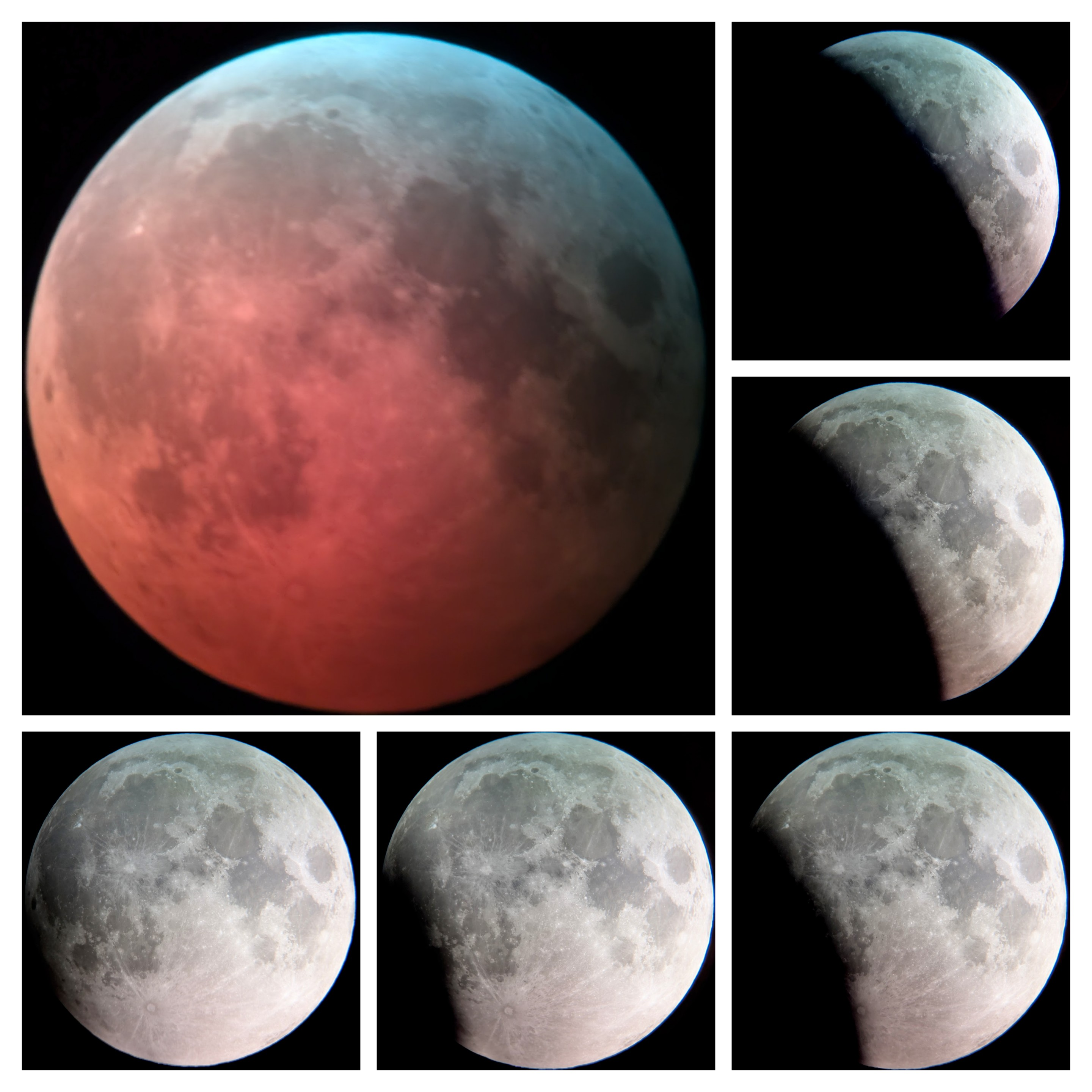
Serie de fotografías del eclipse vistas desde Sainte-Anne-de-Bellevue, Quebec, a través de un telescopio aficionado f/7.8 con un ocular de 10 mm, capturado con la cámara de un teléfono Pixel 7 Pro.Secuencia del eclipse tomada desde Coyoacán, CDMX, MéxicoChile 6:21 UTC

## Estación de eclipses
Este eclipse fue parte de una estación de eclipses, un período, aproximadamente cada seis meses, en el que se producen eclipses. Solo hay dos (u ocasionalmente tres) temporadas de eclipses al año, y cada temporada dura unos 35 días y se repite poco menos de seis meses (173 días) después; por lo tanto, siempre hay dos temporadas de eclipses completos al año. Ocurren dos o tres eclipses en cada temporada de eclipses. En la secuencia que aparece a continuación, cada eclipse está separado por una quincena.
| 14 de marzo Nodo descendente (luna llena) | 29 de marzo Nodo ascendente (luna nueva) |
| ----------------------------------------- | ---------------------------------------- |
|                                           |                                          |
| Eclipse lunar total Saros lunar 123       | Eclipse solar parcial Saros solar 149    |

## Eclipses relacionados

### Metónico
- Precedido por: Eclipse lunar del 26 de mayo de 2021
- Seguido por: Eclipse lunar del 31 de diciembre de 2028

### Tzolkinex
- Precedido por: Eclipse lunar del 31 de enero de 2018
- Seguido por: Eclipse lunar del 25 de abril de 2032

### Medio Saros
- Precedido por: Eclipse solar del 9 de marzo de 2016
- Seguido por: Eclipse solar del 20 de marzo de 2034

### Tritos
- Precedido por: Eclipse lunar del 15 de abril de 2014
- Seguido de: Eclipse lunar del 11 de febrero de 2036

### Saros lunar 123
- Precedido de: Eclipse lunar del 3 de marzo de 2007
- Seguido de: Eclipse lunar del 25 de marzo de 2043

### Inex
- Precedido de: Eclipse lunar del 4 de abril de 1996
- Seguido de: Eclipse lunar del 22 de febrero de 2054

### Tríada
- Precedido de: Eclipse lunar del 14 de mayo de 1938
- Seguido de: Eclipse lunar del 14 de enero de 2112

### Serie de años lunares
| Conjuntos de series de eclipses lunares de 2024 a 2027 | Conjuntos de series de eclipses lunares de 2024 a 2027 | Conjuntos de series de eclipses lunares de 2024 a 2027 | Conjuntos de series de eclipses lunares de 2024 a 2027 | Conjuntos de series de eclipses lunares de 2024 a 2027 | Conjuntos de series de eclipses lunares de 2024 a 2027 | Conjuntos de series de eclipses lunares de 2024 a 2027 | Conjuntos de series de eclipses lunares de 2024 a 2027 | Conjuntos de series de eclipses lunares de 2024 a 2027 |
| ------------------------------------------------------ | ------------------------------------------------------ | ------------------------------------------------------ | ------------------------------------------------------ | ------------------------------------------------------ | ------------------------------------------------------ | ------------------------------------------------------ | ------------------------------------------------------ | ------------------------------------------------------ |
| Nodo descendente                                       | Nodo descendente                                       | Nodo descendente                                       | Nodo descendente                                       |                                                        | Nodo ascendente                                        | Nodo ascendente                                        | Nodo ascendente                                        | Nodo ascendente                                        |
| Saros                                                  | Fecha                                                  | Tipo                                                   | Gamma                                                  | Saros                                                  | Fecha                                                  | Tipo                                                   | Gamma                                                  |                                                        |
| 113                                                    | 25 de marzo de 2024                                    | Penumbral                                              | 1.06098                                                | 118                                                    | 18 de septiembre de 2024                               | Parcial                                                | −0.97920                                               |                                                        |
| 123                                                    | 14 de marzo de 2025                                    | Total                                                  | 0.34846                                                | 128                                                    | 7 de septiembre de 2025                                | Total                                                  | −0.27521                                               |                                                        |
| 133                                                    | 3 de marzo de 2026                                     | Total                                                  | −0.37651                                               | 138                                                    | 28 de agosto de 2026                                   | Parcial                                                | 0.49644                                                |                                                        |
| 143                                                    | 20 de febrero de 2027                                  | Penumbral                                              | −1.04803                                               | 148                                                    | 17 de agosto de 2027                                   | Penumbral                                              | 1.27974                                                |                                                        |
|                                                        |                                                        |                                                        |                                                        |                                                        |                                                        |                                                        |                                                        |                                                        |
| Último conjunto                                        | 5 de mayo de 2023                                      | 5 de mayo de 2023                                      | 5 de mayo de 2023                                      | Último conjunto                                        | 28 de octubre de 2023                                  | 28 de octubre de 2023                                  | 28 de octubre de 2023                                  |                                                        |
|                                                        |                                                        |                                                        |                                                        |                                                        |                                                        |                                                        |                                                        |                                                        |
| Siguiente conjunto                                     | 12 de enero de 2028                                    | 12 de enero de 2028                                    | 12 de enero de 2028                                    | Siguiente conjunto                                     | 18 de julio de 2027                                    | 18 de julio de 2027                                    | 18 de julio de 2027                                    |                                                        |

### Saros 123
La serie de Saros lunar 123, que se repite cada dieciocho años y once días, consta de veinticinco eclipses lunares totales. El primer eclipse lunar total de esta serie se produjo el 16 de julio de 1628 y el último se producirá el 4 de abril de 2061. Los dos eclipses más largos de esta serie se produjeron el 20 de septiembre de 1736 y el 1 de octubre de 1754, cuando la totalidad duró ciento seis minutos.
Ocurrió por última vez el 3 de marzo de 2007 y volverá a ocurrir el 25 de marzo de 2043.

### Serie metónica
El ciclo metónico se repite casi exactamente cada diecinueve años y representa un ciclo de Saros más un Año Lunar. Como ocurre en la misma fecha del calendario, la sombra de la Tierra estuvo prácticamente en la misma posición en relación a las estrellas de fondo.
| Eventos metónicos: 14 de marzo y 7 de septiembre | Eventos metónicos: 14 de marzo y 7 de septiembre |
| Nodo descendente | Nodo ascendente |
| --- | --- |
| 1. 14 de marzo de 2006 .99 - penumbral (113) 2. 14 de marzo de 2025 .29 - total (123) 3. 13 de marzo de 2044 .82 - total (133) 4. 14 de marzo de 2063 .67 - parcial (143) | 1. 7 de septiembre de 2006 .79 - parcial (118) 2. 7 de septiembre de 2025 .76 - total (128) 3. 7 de septiembre de 2044 .47 - parcial (138) 4. 7 de septiembre de 2063 .86 - penumbral (148) |
| | |

### Ciclo de medio Saros
Un eclipse lunar será precedido y seguido por eclipses solares cada 9 años y 5,5 días (medio Saros).Relacionado con el Saros solar 130.
| 9 de marzo de 2016 | 20 de marzo de 2034 |
| ------------------ | ------------------- |
|                    |                     |